# Ectropis sublutea
Ectropis sublutea is een vlinder uit de familie spanners (Geometridae). De wetenschappelijke naam van deze soort is voor het eerst geldig gepubliceerd in 1880 door Butler.
De soort komt voor in tropisch Afrika.